# Leichtathletik-Europameisterschaften 1978/400 m der Männer

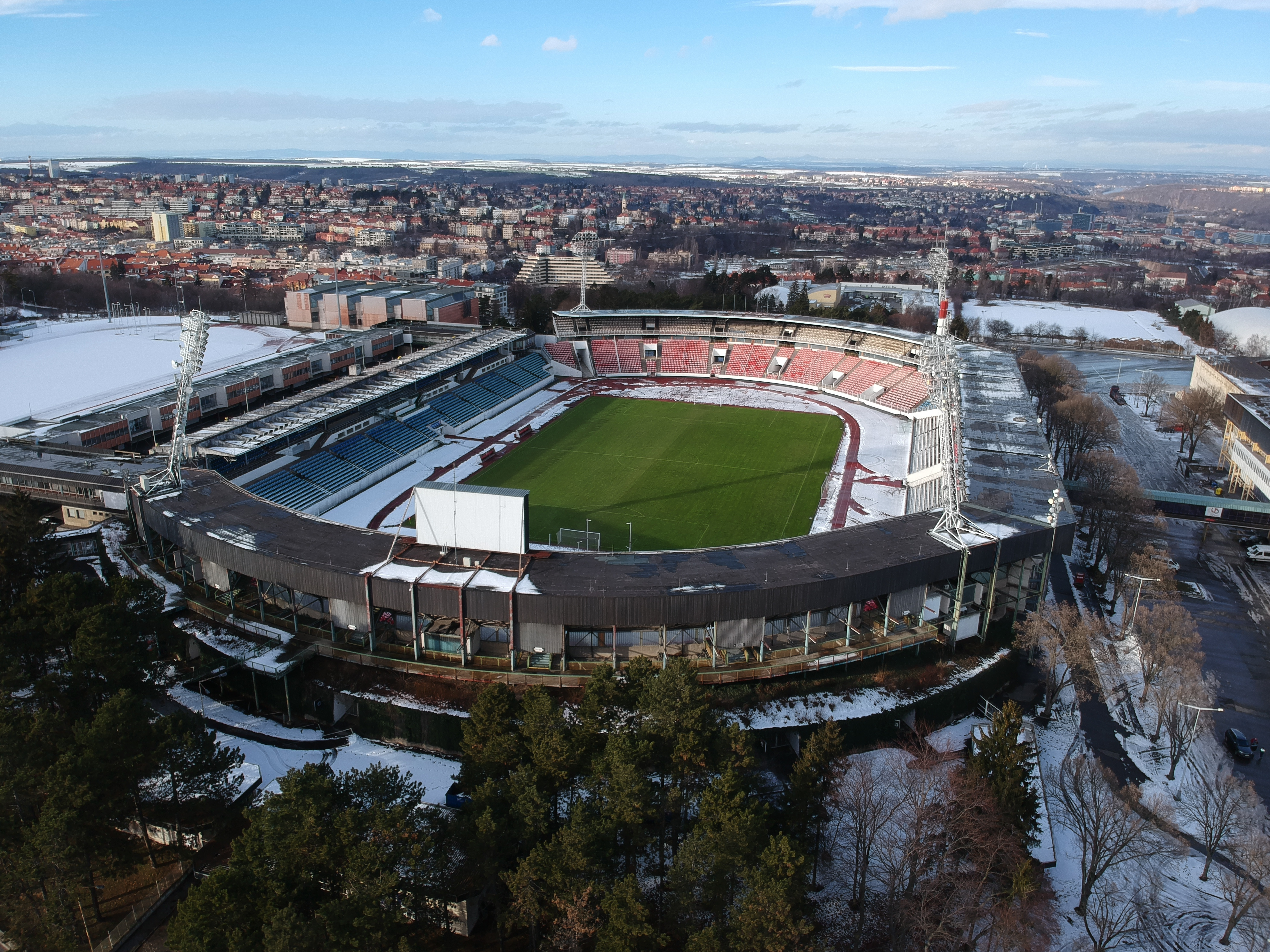
Das Stadion Evžena Rošického von Prag im Jahr 2009

Der 400-Meter-Lauf der Männer bei den Leichtathletik-Europameisterschaften 1978 wurde vom 30. August bis 1. September 1978 im Stadion Evžena Rošického von Prag ausgetragen.
Europameister wurde der bundesdeutsche 200 Meter-Vizeeuropameister von 1971 Franz-Peter Hofmeister. Nur um vier Hundertstelsekunden geschlagen belegte der Tschechoslowake Karel Kolář Rang zwei. Der Franzose Francis Demarthon errang die Bronzemedaille.

## Bestehende Rekorde
| Weltrekord           | 43,86 s | Lee Evans | OS Mexiko-Stadt, Mexiko                     | 18. Oktober 1968  |
| Europarekord         | 44,70 s | Karl Honz | München, BR Deutschland (heute Deutschland) | 21. Juli 1972     |
| Meisterschaftsrekord | 45,04 s | Karl Honz | EM Rom, Italien                             | 4. September 1974 |

Der bestehende EM-Rekord wurde bei diesen Europameisterschaften nicht erreicht. Die schnellste Zeit erzielte der bundesdeutsche Europameister Franz-Peter Hofmeister im Finale mit 45,73 s, womit er 68 Hundertstelsekunden über dem Rekord blieb. Zum Europarekord fehlten ihm 1,03 s, zum Weltrekord 1,87 s.

## Legende
Kurze Übersicht zur Bedeutung der Symbolik – so üblicherweise auch in sonstigen Veröffentlichungen verwendet:
| DNF | Wettkampf nicht beendet (did not finish) |

## Vorrunde
30. August 1978, 17:15 Uhr
Die Vorrunde wurde in vier Läufen durchgeführt. Die ersten drei Athleten pro Lauf – hellblau unterlegt – sowie die darüber hinaus vier zeitschnellsten Läufer – hellgrün unterlegt – qualifizierten sich für das Halbfinale.

### Vorlauf 1

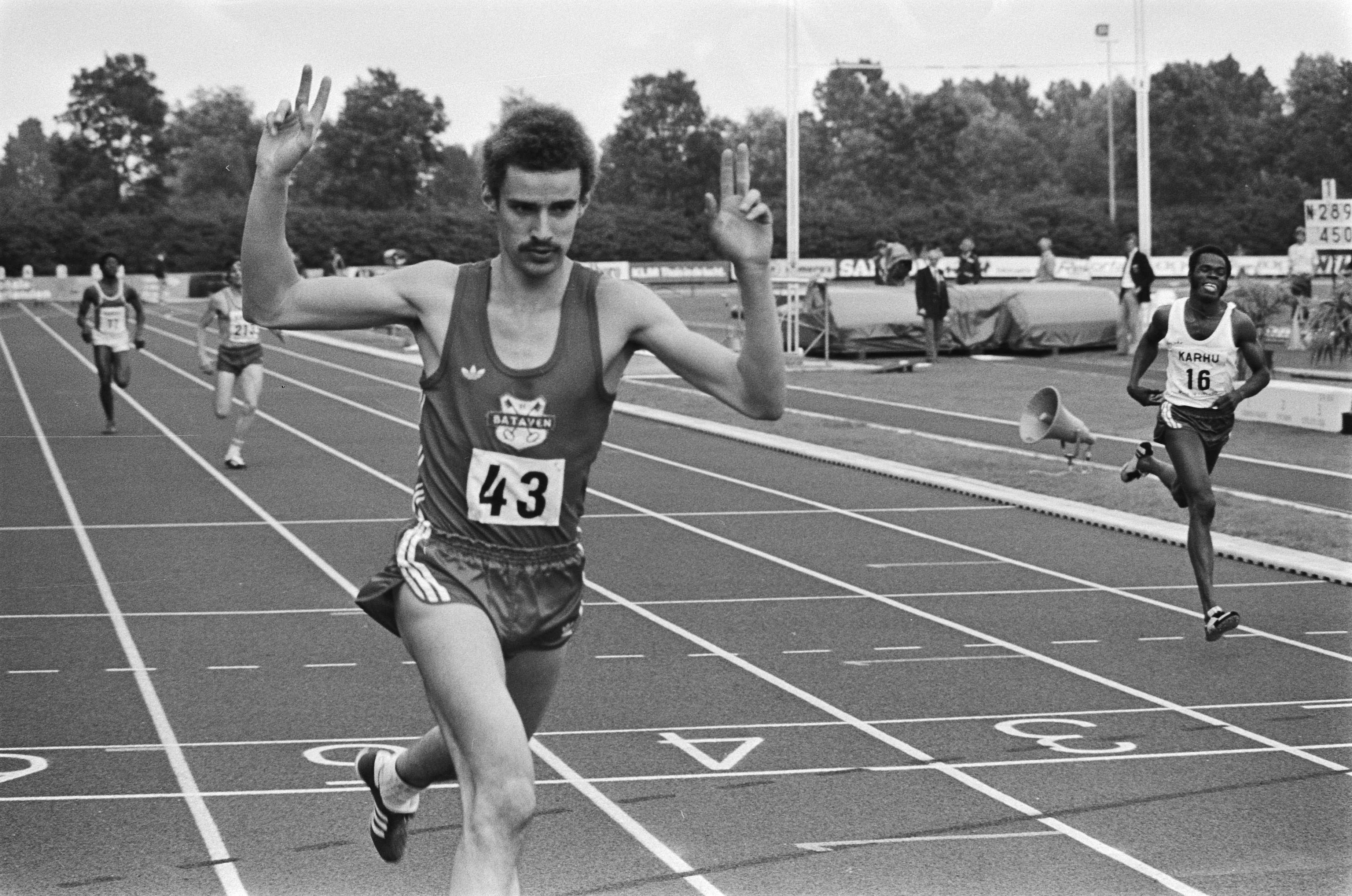
Platz sechs im ersten Vorlauf reichte Koen Gijsbers nicht für das Halbfinale

| Platz | Name               | Nation           | Zeit (s) |
| ----- | ------------------ | ---------------- | -------- |
| 1     | Karel Kolář        | Tschechoslowakei | 46,33    |
| 2     | Jerzy Pietrzyk     | Polen            | 46,75    |
| 3     | Wiktor Burakow     | Sowjetunion      | 47,18    |
| 4     | Zeljko Knapic      | Jugoslawien      | 47,51    |
| 5     | Cornelien Gombault | Frankreich       | 47,91    |
| 6     | Mike Bayle         | Luxemburg        | 48,71    |
| 7     | Alfons Brydenbach  | Belgien          | 53,05    |

### Vorlauf 2
| Platz | Name                   | Nation           | Zeit (s) |
| ----- | ---------------------- | ---------------- | -------- |
| 1     | Franz-Peter Hofmeister | BR Deutschland   | 46,28    |
| 2     | Richard Ashton         | Großbritannien   | 46,63    |
| 3     | Miroslav Tulis         | Tschechoslowakei | 46,77    |
| 4     | Maurice Volnar         | Frankreich       | 46,94    |
| 5     | Eddy De Leeuw          | Belgien          | 47,27    |
| 6     | Koen Gijsbers          | Niederlande      | 47,65    |

### Vorlauf 3

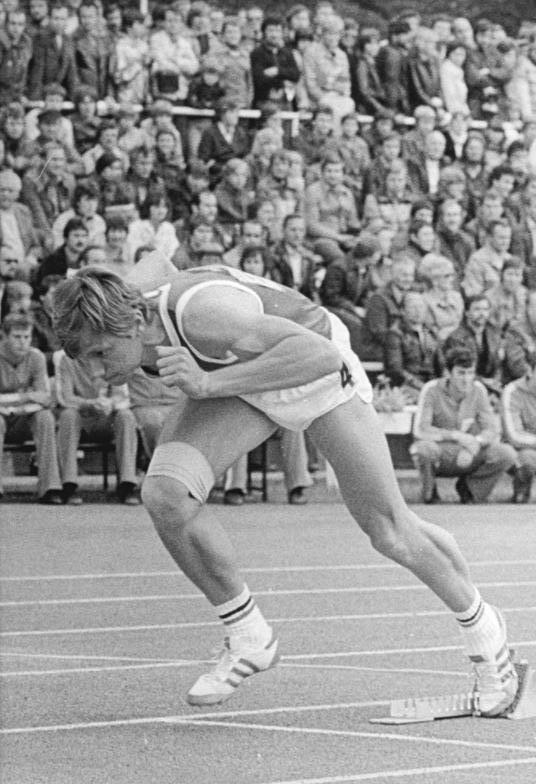
Als Sechster des dritten Vorlaufs schied Frank Schaffer in der Vorrunde aus

| Platz | Name                | Nation         | Zeit (s) |
| ----- | ------------------- | -------------- | -------- |
| 1     | Lothar Krieg        | BR Deutschland | 46,57    |
| 2     | Francis Demarthon   | Frankreich     | 46,73    |
| 3     | Glen Cohen          | Großbritannien | 47,05    |
| 4     | Jens Hansen         | Dänemark       | 47,28    |
| 5     | Rijk Van den Berghe | Belgien        | 47,55    |
| 6     | Ossi Karttunen      | Finnland       | 48,02    |

### Vorlauf 4
| Platz | Name               | Nation         | Zeit (s) |
| ----- | ------------------ | -------------- | -------- |
| 1     | Bernd Herrmann     | BR Deutschland | 46,50    |
| 2     | Terry Whitehead    | Großbritannien | 46,61    |
| 3     | Ryszard Podlas     | Polen          | 46,81    |
| 4     | Stefano Malinverni | Italien        | 47,03    |
| 5     | Markku Kukkoaho    | Finnland       | 47,33    |
| 6     | Frank Schaffer     | DDR            | 47,59    |

## Halbfinale
31. August 1978
In den beiden Halbfinalläufen qualifizierten sich die jeweils ersten vier Athleten – hellblau unterlegt für das Finale.

### Lauf 1

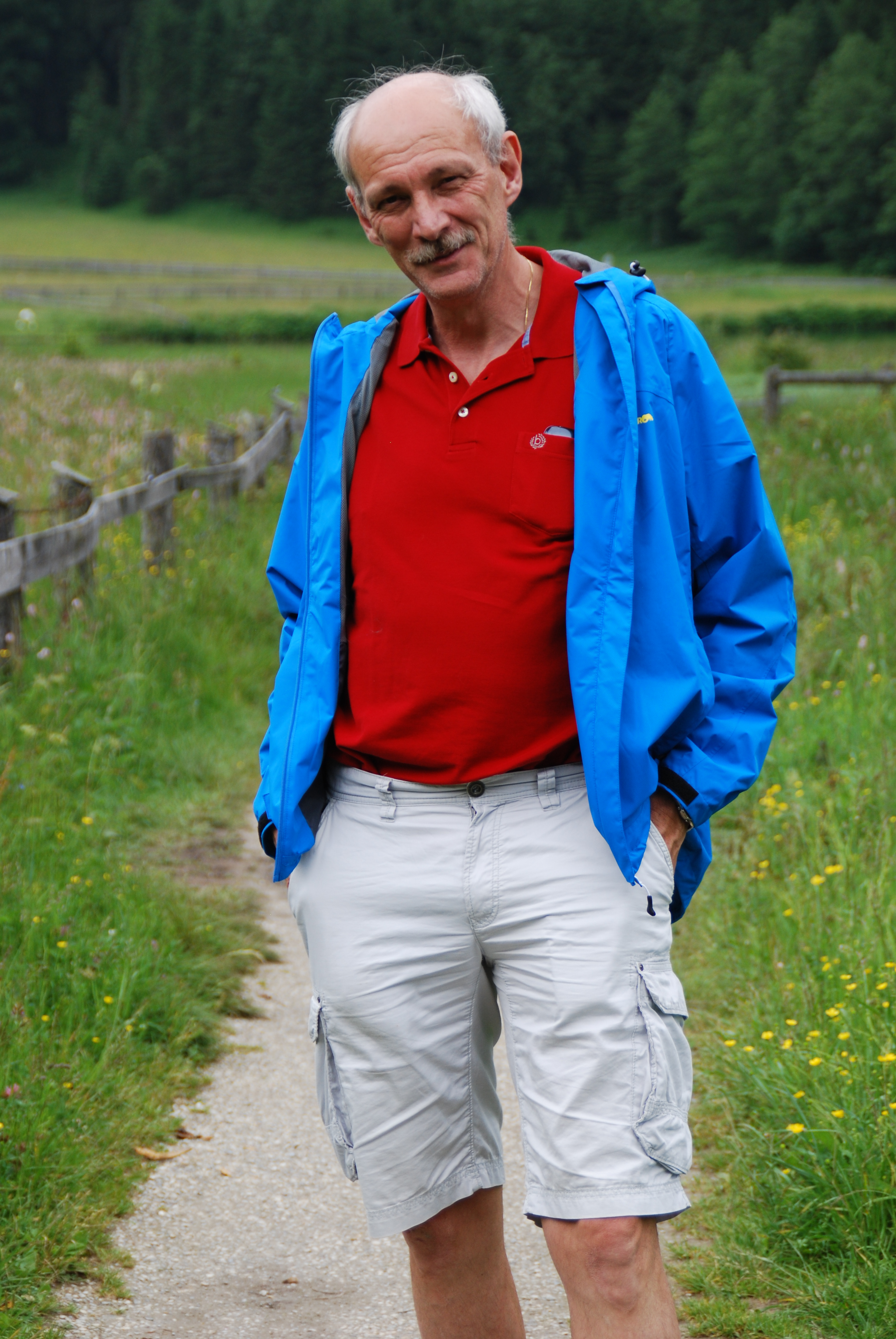
Eddy De Leeuw (hier im Jahr 2013) schied als Sechster des ersten Halbfinals aus

| Platz | Name               | Nation           | Zeit (s) |
| ----- | ------------------ | ---------------- | -------- |
| 1     | Jerzy Pietrzyk     | Polen            | 46,27    |
| 2     | Karel Kolář        | Tschechoslowakei | 46,28    |
| 3     | Lothar Krieg       | BR Deutschland   | 46,33    |
| 4     | Terry Whitehead    | Großbritannien   | 46,69    |
| 5     | Glen Cohen         | Großbritannien   | 46,91    |
| 6     | Eddy De Leeuw      | Belgien          | 47,17    |
| 7     | Stefano Malinverni | Italien          | 47,18    |
| 8     | Maurice Volnar     | Frankreich       | 47,50    |

### Lauf 2

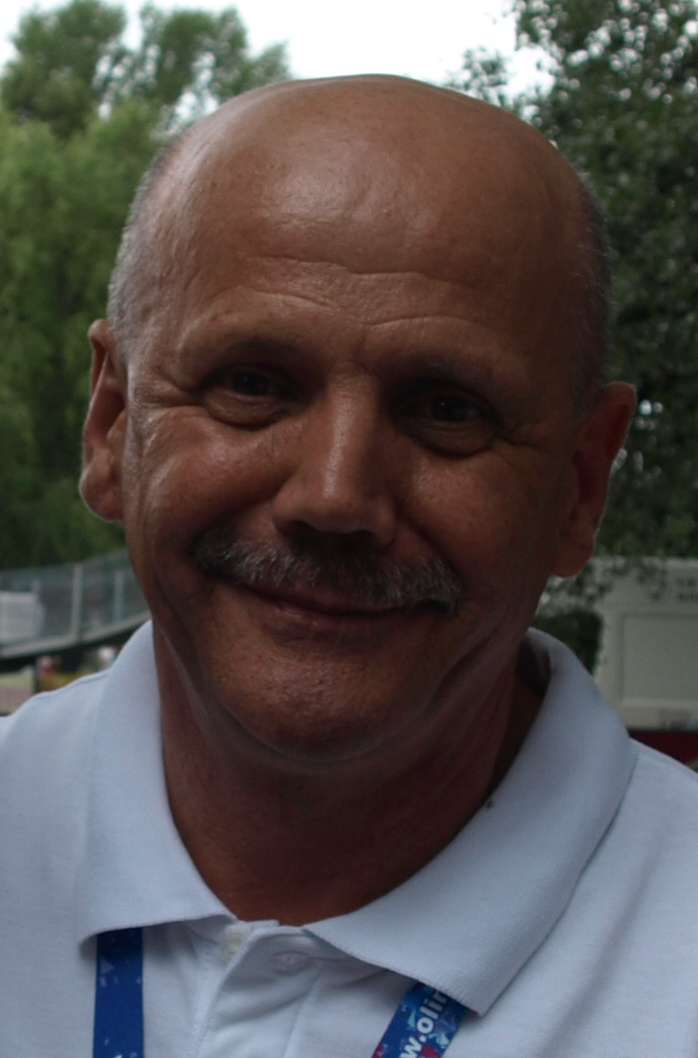
Ryszard Podlas (hier im Jahr 2013) erreichte als Sechster seines Semifinallaufs nicht das Finale

| Platz | Name                   | Nation           | Zeit (s) |
| ----- | ---------------------- | ---------------- | -------- |
| 1     | Bernd Herrmann         | BR Deutschland   | 46,09    |
| 2     | Franz-Peter Hofmeister | BR Deutschland   | 46,18    |
| 3     | Francis Demarthon      | Frankreich       | 46,26    |
| 4     | Richard Ashton         | Großbritannien   | 46,32    |
| 5     | Miroslav Tulis         | Tschechoslowakei | 46,37    |
| 6     | Ryszard Podlas         | Polen            | 46,59    |
| 7     | Wiktor Burakow         | Sowjetunion      | 46,91    |
| 8     | Jens Hansen            | Dänemark         | 47,35    |

## Finale

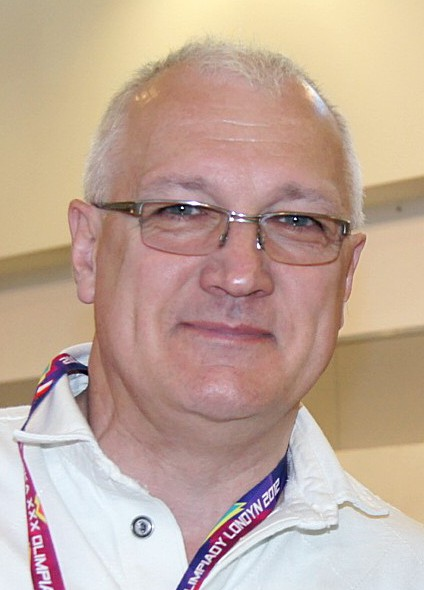
Jerzy Pietrzyk kam in diesem Finale nicht ins Ziel

1. September 1978, 20:00 Uhr
| Platz | Name                   | Nation           | Zeit (s) |
| ----- | ---------------------- | ---------------- | -------- |
| 1     | Franz-Peter Hofmeister | BR Deutschland   | 45,73    |
| 2     | Karel Kolář            | Tschechoslowakei | 45,77    |
| 3     | Francis Demarthon      | Frankreich       | 45,97    |
| 4     | Lothar Krieg           | BR Deutschland   | 46,22    |
| 5     | Terry Whitehead        | Großbritannien   | 46,23    |
| 6     | Richard Ashton         | Großbritannien   | 46,34    |
| 7     | Bernd Herrmann         | BR Deutschland   | 46,69    |
| DNF   | Jerzy Pietrzyk         | Polen            |          |